# Cornutoplisus nigrostramineus
Cornutoplisus nigrostramineus är en stekelart som beskrevs av Heinrich 1957. Cornutoplisus nigrostramineus ingår i släktet Cornutoplisus och familjen brokparasitsteklar. Inga underarter finns listade i Catalogue of Life.